# Progressione del record mondiale dei 3000 metri piani femminili

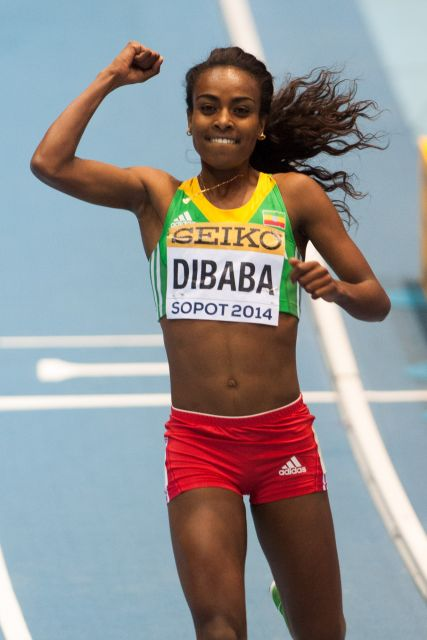
Genzebe Dibaba, detentrice del record mondiale indoor della specialità

La voce seguente illustra la progressione del record mondiale dei 3000 metri piani femminili di atletica leggera.
Il primo record mondiale femminile venne riconosciuto dalla federazione internazionale di atletica leggera nel 1974, mentre il primo record mondiale indoor risale al 1986. Ad oggi, la World Athletics ha ratificato ufficialmente 9 record mondiali assoluti e 7 record mondiali indoor di specialità.

## Progressione

### Record assoluti
| Tempo    | Atleta             | Nazione          | Luogo                        | Data              | Note  |
| -------- | ------------------ | ---------------- | ---------------------------- | ----------------- | ----- |
| 8'52"8 m | Ljudmila Bragina   | Unione Sovietica | Durham, Stati Uniti          | 6 luglio 1974     | [ 3 ] |
| 8'46"6 m | Grete Waitz        | Norvegia         | Oslo, Norvegia               | 24 giugno 1975    |       |
| 8'45"4 m | Grete Waitz        | Norvegia         | Oslo, Norvegia               | 21 giugno 1976    |       |
| 8'27"2 m | Ljudmila Bragina   | Unione Sovietica | College Park, Stati Uniti    | 7 agosto 1976     | [ 4 ] |
| 8'26"78  | Svetlana Ul'masova | Unione Sovietica | Kiev, Unione Sovietica       | 25 luglio 1982    |       |
| 8'22"62  | Tat'jana Kazankina | Unione Sovietica | Leningrado, Unione Sovietica | 26 agosto 1984    |       |
| 8'22"06  | Zhang Linli        | Cina             | Pechino, Cina                | 12 settembre 1993 |       |
| 8'12"19  | Wang Junxia        | Cina             | Pechino, Cina                | 12 settembre 1993 |       |
| 8'06"11  | Wang Junxia        | Cina             | Pechino, Cina                | 13 settembre 1993 |       |

### Record indoor
| Tempo   | Atleta           | Nazione     | Luogo                   | Data             | Note |
| ------- | ---------------- | ----------- | ----------------------- | ---------------- | ---- |
| 8'39"79 | Zola Budd        | Regno Unito | Cosford, Regno Unito    | 8 febbraio 1986  |      |
| 8'33"82 | Elly van Hulst   | Paesi Bassi | Budapest, Ungheria      | 4 marzo 1989     |      |
| 8'32"88 | Gabriela Szabó   | Romania     | Birmingham, Regno Unito | 18 febbraio 2001 |      |
| 8'29"15 | Berhane Adere    | Etiopia     | Stoccarda, Germania     | 3 febbraio 2002  |      |
| 8'27"86 | Lilija Šobuchova | Russia      | Mosca, Russia           | 17 febbraio 2006 |      |
| 8'23"72 | Meseret Defar    | Etiopia     | Stoccarda, Germania     | 3 febbraio 2007  |      |
| 8'16"60 | Genzebe Dibaba   | Etiopia     | Stoccolma, Svezia       | 6 febbraio 2014  |      |